# 埃兰迪奥
埃兰迪奥，是西班牙巴斯克自治区比斯开省的一个市镇。总面积18平方公里，总人口22422人（2001年），人口密度1246人/平方公里。